# Die Stadt der Millionen
Die Stadt der Millionen è un film a carattere documentaristico del 1925, diretto da Adolf Trotz.

## Trama
I: “attraverso Berlino”. Un giro turistico per la città ne svela gli aspetti architettonici-urbanistici, con rimandi ad alcuni berlinesi del passato famosi nei campi delle arti, della filosofia, della scienza.
II: “il lavoro quotidiano”. Si prendono in considerazione le attività produttive, finanziarie, assistenziali e dell’istruzione.
III: “Berlino di notte”. Dai salotti di un tempo alle moderne attività ricreative, agli spettacoli, ma anche ai lavori notturni.
IV: “la domenica del berlinese”. Luoghi privilegiati per gite fuori porta, sport ed intrattenimenti.
Conclude il film un accenno al passaggio dei poteri dal presidente Ebert a Paul von Hindenburg, con un appello alla coesione del popolo tedesco.